# Uca (Austruca) perplexa
Uca (Austruca) perplexa is een krabbensoort uit de familie van de Ocypodidae. De wetenschappelijke naam van de soort werd in 1837 voor het eerst geldig gepubliceerd door Henri Milne-Edwards.